# Kalikasthan (Doti)
Kalikasthan (nepalski: कालिकास्थान) – gaun wikas samiti w zachodniej części Nepalu w strefie Seti w dystrykcie Doti. Według nepalskiego spisu powszechnego z 2001 roku liczył on 905 gospodarstw domowych i 4900 mieszkańców (2596 kobiet i 2304 mężczyzn).